# Syôzi Iwa
Syôzi Iwa är en kulle i Antarktis. Den ligger i Östantarktis. Norge gör anspråk på området. Toppen på Syôzi Iwa är 1 830 meter över havet.
Terrängen runt Syôzi Iwa är platt norrut, men söderut är den kuperad. Trakten är obefolkad. Det finns inga samhällen i närheten. 